# Рогукюла
Ро́гукюла (ест. Rohuküla) — село в Естонії, у волості Рідала повіту Ляенемаа.

## Населення
Чисельність населення на 31 грудня 2011 року становила 51 особу.

## Географія

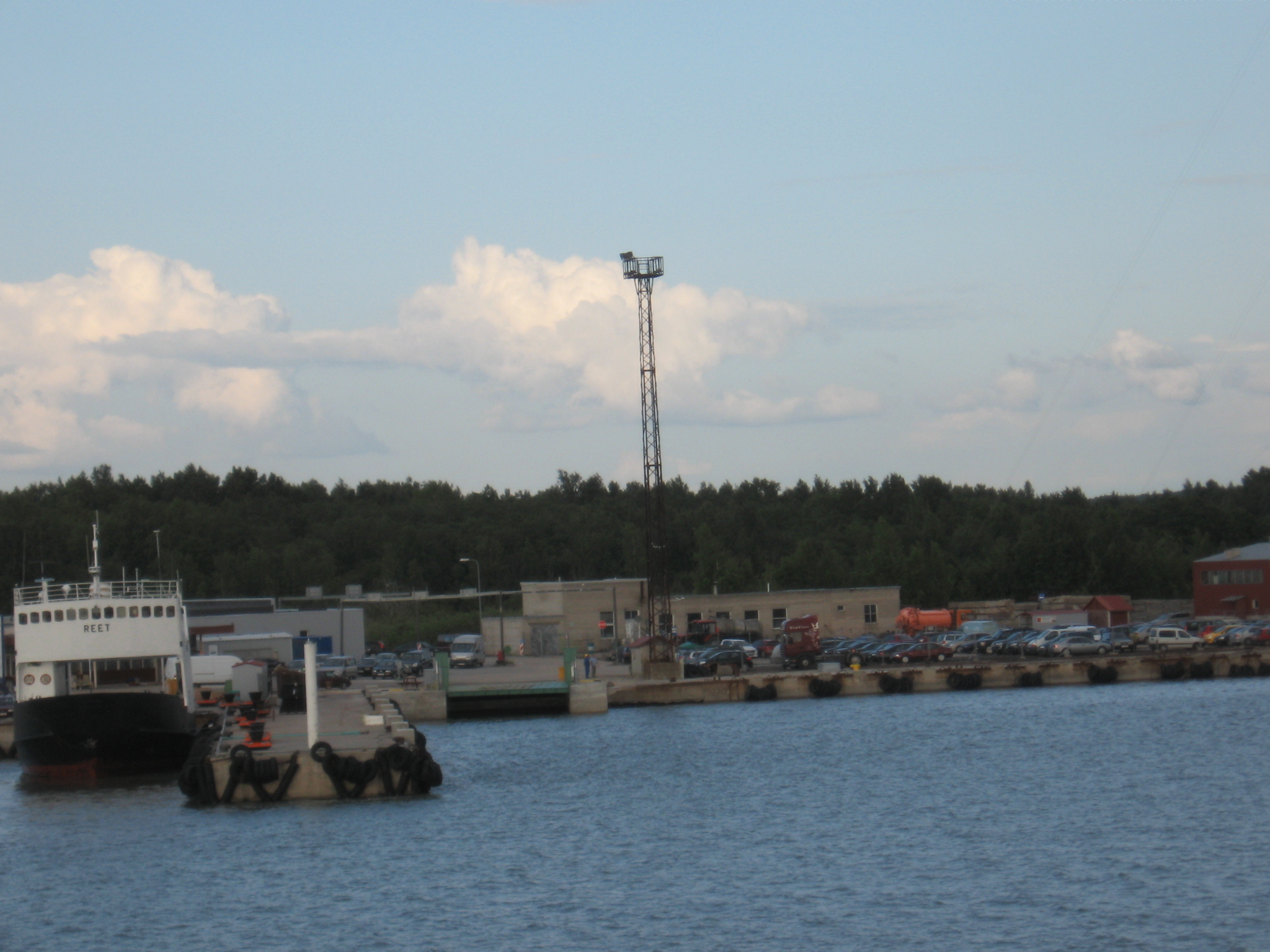
Порт у Рогукюла

Село лежить на березі протоки Вяйнамері. Рогукюла має власний порт, звідки курсують пасажирські пороми за маршрутами Рогукюла — Гелтермаа до острова Гійумаа та Рогукюла — Свібю до острова Вормсі.
Від населеного пункту починається автошлях 9 (Еесмяе — Хаапсалу — Рогукюла).

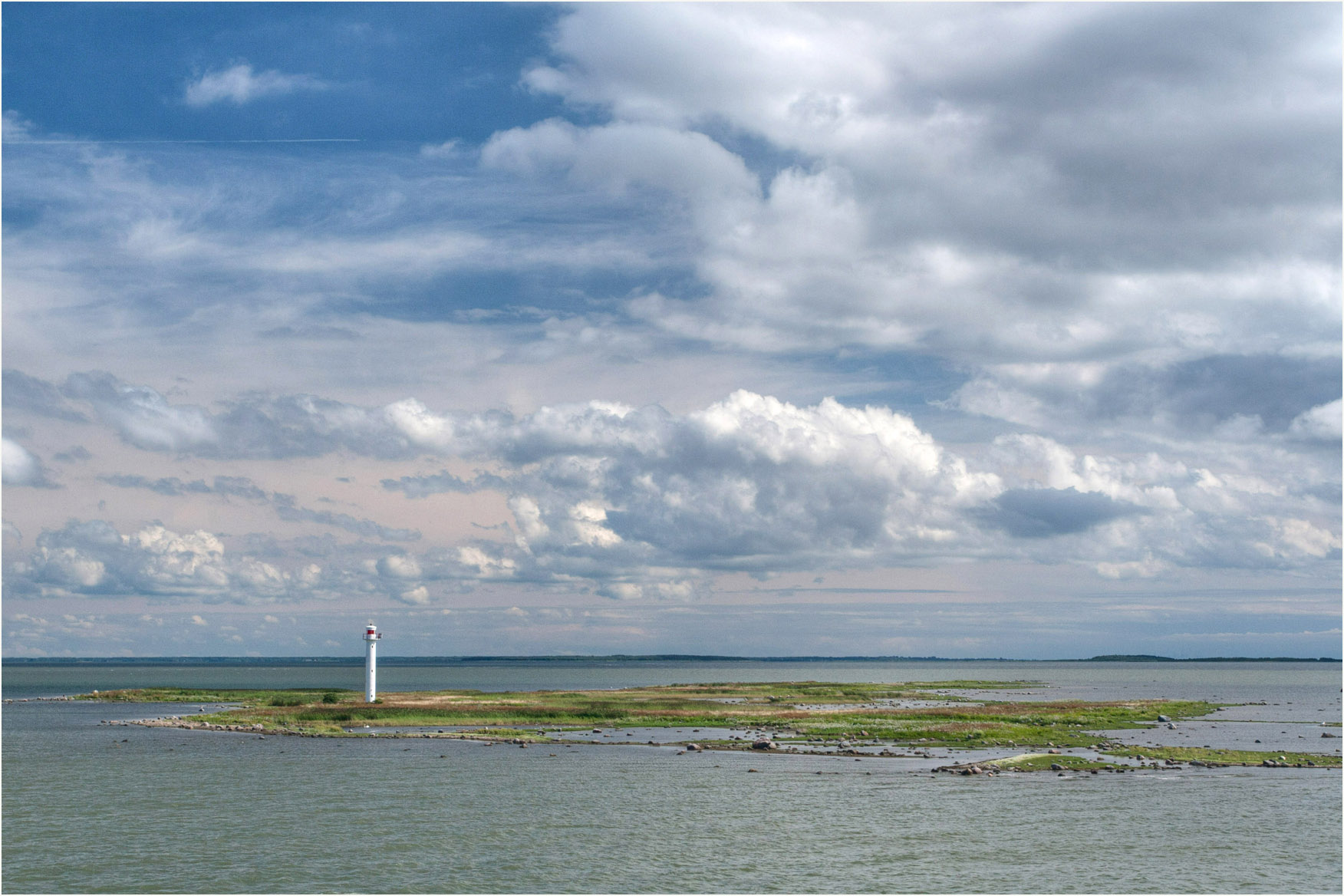
Маяк на острові Руккірагу

Територіально селу належить острів Руккірагу (Rukkirahu) (58°54′7″ пн. ш. 23°21′4″ сх. д. / 58.90194° пн. ш. 23.35111° сх. д.), на якому встановлений маяк (Rukkirahu tuletorn).